# Lightning (Six Flags New England)
Lightning was een houten achtbaan in het Amerikaanse attractiepark Six Flags New England te Springfield. De achtbaan werd geopend in 1920 en werd in 1933 weer gesloten. Lightning werd gebouwd door Harry C. Baker en Josiah Pearce. Hij was de opvolger van de eerste houten achtbaan in het park Giant Dip die daarvoor gesloopt werd.